# ويليام هنتر
ويليام هنتر (بالإنجليزية: William Hunter)‏ (و. 1718 – 1783 م) هو عالم تشريح، وطبيب توليد، من المملكة المتحدة، كان عضوًا في الجمعية الملكية، توفي في لندن، عن عمر يناهز 65 عاماً.

## التعليم
تعلم في جامعة جلاسكو.

## جوائز
حصل على جوائز منها:
- زميل في الجمعية الملكية.

## روابط خارجية
- ويليام هنتر على موقع الموسوعة البريطانية (الإنجليزية)
- ويليام هنتر على موقع إن إن دي بي (الإنجليزية)